# The New Avengers (truyện tranh)
Avengers mới [1] là một nhóm siêu anh hùng hư cấu xuất hiện trong truyện tranh Mỹ được xuất bản bởi Marvel Comics. Tiêu đề đã được sử dụng cho bốn truyện tranh Mỹ. Hai phần đầu tiên được viết bởi Brian Michael Bendis và mô tả một phiên bản của đội siêu anh hùng hàng đầu của Marvel, Avengers. Phần thứ ba được viết bởi Jonathan Hickman và mô tả một nhóm nhân vật có tên Illuminati (được giới thiệu trước đây trong New Avengers Vol. 1 # 7 [tháng 7 năm 2005]). Phần thứ tư được viết bởi Al Ewing và mô tả cựu nhóm khủng bố khoa học A.I.M., đã cải tổ thành "Cơ chế ý tưởng Avengers", nơi nhóm nghiên cứu đã chiếm đoạt tên "Avengers mới".
Tập 1 (2005-2010)
The New Avengers là một phần tiếp theo của loạt phim truyện tranh Marvel dài kỳ The Avengers. Số đầu tiên, được viết bởi Brian Michael Bendis và bút chì của David Finch, là vào tháng 1 năm 2005 nhưng xuất hiện vào tháng 11 năm 2004. Finch đã viết sáu vấn đề đầu tiên và các vấn đề # 11-13. Những cây bút chì thành công với nhiều vấn đề bao gồm Steve McNiven, Leinil Francis Yu, Billy Tan và Stuart Immonen. Đội hình lúc đầu bao gồm Luke Cage, Captain America, Iron Man, Spider-Man và "Spider-Woman" (Veranke). Trải dài sau đó bao gồm X-Man Wolverine đột biến, Sentry không ổn định và thần thánh, và ninja Echo điếc, trong vỏ bọc của Ronin.
Bản thân đội không được đặt tên là "Avengers mới" trong sê-ri. Một nhóm splinter của Avengers đã chọn không tuân thủ đăng ký siêu phàm liên bang, nhóm tự coi mình là Avengers đích thực. Một nhóm đồng thời bị chính phủ trừng phạt tập hợp trong loạt phim chị em The Mighty Avengers. Sê-ri này ra mắt vào đầu năm 2007 và được thay thế bởi một đội bị chính phủ khác trừng phạt trong sê-ri Dark Avengers, được tung ra vào cuối năm 2008. Lúc này, nhóm cũng chào đón Clint Barton (vừa trở về từ cõi chết) là Ronin. như Doctor Strange và Iron Fist.
Đến cuối tập đầu tiên, nhóm New Avengers gồm Ronin, Captain America (Bucky Barnes), Bà Marvel, Mockingbird, Spider-Man, Spider-Woman (Drew), Wolverine và trưởng nhóm Luke Cage. Nhà văn Brian Michael Bendis đã nói trong một cuộc phỏng vấn rằng những nhân vật này là Avengers đích thực bởi vì Captain America nói rằng họ là như vậy. [2] Tuyên bố này được lặp lại khi nhóm nghiên cứu, tin rằng Captain America (Rogers) còn sống, cố gắng giải cứu anh ta. Spider-Man tuyên bố rằng nếu họ đưa Captain America trở lại, họ có thể tự gọi mình là Avengers một lần nữa. Luke Cage cho rằng họ đã là Avengers rồi. [3] Loạt phim kết thúc với The New Avengers # 64 (tháng 4 năm 2010), khi kết thúc cốt truyện "Cuộc bao vây". Một cảnh quay có tựa đề The New Avengers: Finale cũng đã được phát hành. [4]
Tập 2 (20102012)
Vào tháng 3 năm 2010, Marvel tuyên bố loạt phim sẽ được khởi chạy lại vào tháng 6 như một phần của sáng kiến đổi thương hiệu của công ty, "Thời đại anh hùng". Trong số đầu tiên của bộ truyện, nhóm mới bao gồm Luke Cage, Victoria Hand, Iron Fist, Jessica Jones, Mockingbird, Ms Marvel, Spider-Man, The Thing và Wolverine. [5] [6] Wolverine và Spider-Man hoạt động trong đội Avengers chính cũng như Avengers mới, [6] và Doctor Strange đã chấp nhận lời đề nghị gia nhập đội sau nhiệm vụ đầu tiên của họ trong khi tìm kiếm Sorcerer Supreme mới sau cái chết của Doctor Voodoo. [ 7] Daredevil gia nhập đội trong số 16 [8] sau khi chấp nhận lời đề nghị từ Luke Cage và Jessica Jones. [9] Jessica rời đội vì lý do cá nhân và sau đó được Luke Cage tham gia, do đó kết thúc việc lặp lại của đội.
Tập 3 (2013 2015)
Avengers mới đã được đánh số lại thành một tập mới vào tháng 1 năm 2013, được viết bởi Jonathan Hickman và ban đầu được vẽ bởi Steve Epting. Tập mới đã chuyển trọng tâm sang nhóm mạnh mẽ được gọi là Illuminati, bao gồm Black Bolt, Captain America, Doctor Strange, Iron Man, Mister Fantastic và Namor, người đã tập hợp lại để đối mặt với mối đe dọa xâm nhập. Black Panther và Reed Richards đã phát hiện ra rằng sự phân rã phổ quát tập trung vào Trái Đất đang khiến các vũ trụ va chạm với nhau, với Trái Đất ở tâm điểm. Trong số 3, Black Panther, người trước đây đã phản đối sự tồn tại của Illuminati, đã gia nhập nhóm, và Quái thú được đưa vào để lấp chỗ trống do cái chết của Giáo sư X. Trong cùng một vấn đề, Captain America rời đi. [ 10] [11] Trong số 12, sau khi giúp Illuminati đánh bại quân đội của Thanos, anh trai Maximus của Black Bolt đã gia nhập đội. Bruce Banner gia nhập đội trong Avengers Vol. 5 # 28 sau khi tự mình khám phá ra sự phân rã phổ quát.
Tập 4 (2015 2015)
Tập 4 của Avengers mới ra mắt vào tháng 10 năm 2015 như là một phần của bản mở lại Marvel hoàn toàn mới, hoàn toàn khác biệt, được viết bởi Al Ewing với nghệ thuật của Gerardo Sandoval. Truyện tranh có một đội khác từ ba tập trước: nó tập trung vào A.I.M. (Advanced Idea Mechanical), một nhóm siêu ác nhân trước đây đã được đổi tên thành Cơ chế ý tưởng Avengers, và nhóm lĩnh vực của họ đã lấy tên của Avengers mới. Sunspot là người đứng đầu mới của A.I.M., với Songbird là người lãnh đạo lĩnh vực; [12] các thành viên khác bao gồm Wiccan, Hulkling, Squirrel Girl, Pod, Power Man, White Tiger và Hawkeye với tư cách là người cung cấp thông tin mở cho S.H.I.E.L.D. [13] Sau đó, có một sự phân ly trong đội: Wiccan, Hulkling và Squirrel Girl bị trục xuất khỏi A.I.M. và được Sunspot thông báo rằng ba người họ giờ là những gì còn lại của Avengers mới; trong cùng một câu chuyện, Cannonball được tiết lộ sẽ làm việc cho A.I.M. cũng. Hawkeye, người đã bị sa thải khỏi S.H.I.E.L.D., sau đó gia nhập bộ ba New Avengers còn lại để tạo thành một đội hình được gọi đùa là "Bộ tứ Kooky của Wiccan". Trong các sự kiện trong Civil War II, Avengers mới hỗ trợ A.I.M. trong một nhiệm vụ cuối cùng, mà Hawkeye ngồi ngoài vì lý do từ chối chính đáng. Sau tang lễ của Sunspot, Advanced Idea Mechanicalics được tuyên bố là chính thức chết nên đội chia tay, [14] nhưng sau đó cải tổ thành Avengers của Hoa Kỳ. [15]
Tiểu sử đội hư cấu
Lắp ráp Avengers
Sau triều đại hủy diệt của Scarlet Witch điên loạn, nhóm Avengers tan rã. Sáu tháng sau, với Fantastic Four và X-Men không thể hành động, Electro giám sát đã tắt điện tại Raft, một nhà tù "an ninh tối đa tối đa" cho những tên tội phạm siêu mạnh, cho phép phá vỡ hàng loạt. "Jessica Drew (Người phụ nữ nhện)", [16] một đại lý cho cơ quan thực thi pháp luật quốc tế S.H.I.E.L.D., đang ở Raft với luật sư Matt Murdock (Daredevil) và "anh hùng cho thuê" Luke Cage. Họ được tham gia bởi Captain America, Iron Man và Spider-Man. Họ cũng được hỗ trợ bởi một Sentry không cân bằng về tinh thần, người đang bị giam cầm tại Raft. Cuộc bạo loạn được dập tắt, mặc dù 42 tù nhân trốn thoát. Captain America tuyên bố định mệnh đã đưa nhóm này đến với nhau, giống như nó có Avengers gốc. Hầu hết các anh hùng đồng ý tham gia đội. Daredevil từ chối lời đề nghị và Sentry được đưa trở lại phòng giam của mình.
Nhiệm vụ đầu tiên của đội là bắt những tên tội phạm siêu mạnh còn lại đã trốn thoát trong cuộc bạo loạn. Sự xuất hiện bất ngờ của một đội anh hùng trẻ tuổi không liên quan, Young Avengers, cũng là một vấn đề đáng quan tâm. Cũng có một cảm giác khó chịu ngày càng tăng với S.H.I.E.L.D. sau sự biến mất của thủ lĩnh của nó, Nick Fury. The New Avengers du hành đến Savage Land để bắt Sauron đột biến bò sát, gặp phải sự kháng cự từ Savage Land Mutates (dẫn đầu bởi Brainchild) và một phi đội lừa đảo của S.H.I.E.L.D. đại lý dẫn đầu bởi Yelena Belova. Trong cuộc xung đột này, dị nhân người Canada Wolverine gia nhập đội (trong khi vẫn duy trì tư cách thành viên đồng thời trong X-Men). Nhóm cũng tuyển mộ Sentry, một anh hùng mạnh mẽ đã xóa sạch mọi ký ức về sự nghiệp của anh ta khỏi thế giới sau khi anh ta bị Mastermind và Tướng quân thao túng.
Nhà của M và tập thể
Với việc Xavier không thể sửa chữa tâm lý bị rạn nứt của Scarlet Witch, nhóm X-Men của Avengers và Cyclops mới cân nhắc các phương án thay thế. Sợ rằng các anh hùng đang chuẩn bị giết em gái mình, cựu Avenger Quicksilver thuyết phục cô sử dụng sức mạnh thay đổi thực tế của mình để biến đổi hành tinh và lịch sử của nó. Ngay lập tức, Magneto thống trị hành tinh dưới biểu ngữ của "Ngôi nhà của M", với những người đột biến trong đa số và những người không có quyền lực như một thiểu số bị áp bức. Thực tế cuối cùng đã được khôi phục, nhưng Scarlet Witch đã loại bỏ các khả năng siêu phàm khỏi hơn 99% các dị nhân trên Trái Đất. Những sức mạnh bị mất này biểu hiện thành Tập thể, năng lượng tập hợp của các dị nhân bị suy yếu. Năng lượng này được điều khiển bởi trí thông minh có tên là Xorn (người từng đóng giả là Magneto) và sử dụng Michael Pulum sử dụng năng lượng làm vật chủ. The Avengers quản lý để tách hai người sau khi Collective / Xorn cố gắng tái tạo sức mạnh cho Magneto.
Nội chiến
Sau những hành động liều lĩnh của các Chiến binh mới dẫn đến cái chết của hơn 600 dân thường ở Stamford, Connecticut, Quốc hội đã thông qua Đạo luật Đăng ký Siêu nhân, yêu cầu tất cả các siêu nhân phải đăng ký với chính phủ liên bang. Nhiều siêu anh hùng tuân thủ luật này, nhưng những người khác phản đối luật với lý do nó vi phạm quyền tự do dân sự. Sự chia rẽ về ý thức hệ này dẫn đến một cuộc Nội chiến trong Avengers mới và cộng đồng siêu phàm rộng lớn, với Người sắt dẫn dắt những người tuân thủ luật pháp và Captain America lãnh đạo những người chống lại nó. Vào thời điểm mà sự thù địch công khai giữa hai phe kết thúc, danh tính bí mật được bảo vệ chặt chẽ của Người Nhện được phơi bày với thế giới, và Bill Foster (một trong những người kế vị của Henry Pym là Người khổng lồ) bị giết. Ngay sau đó, Captain America dường như bị ám sát.
Avengers ngầm
Sau hậu quả của cuộc nội chiến siêu anh hùng, New Avengers trở thành một nhóm không chính thức gồm các anh hùng chưa đăng ký. Nhóm nghiên cứu di chuyển đến Sanctum Sanctorum của Doctor Strange ở Greenwich Village, chiêu mộ Clint Barton hồi sinh (hiện đang sử dụng tên và trang phục của Ronin). Cuối cùng, họ chuyển đến một tòa nhà chung cư trống thuộc sở hữu của Tập đoàn Rand của Rand Rand (Iron Fist), nhưng được cho thuê dưới tên Samuel Sterns (Thủ lĩnh, một kẻ thù của Hulk). [17] [18] [19]
Cuộc xâm lược bí mật
Theo đó, Avengers mới đóng vai trò chính trong việc đẩy lùi "Cuộc xâm lược bí mật" Trái Đất của Skrulls, một chủng tộc ngoài hành tinh biến hình đã tìm cách chinh phục hành tinh này trong nhiều năm. Trong một lần đối đầu, nhóm giải cứu một số anh hùng đã bị bắt cóc và được thay thế bởi những kẻ mạo danh Skrull tại nhiều thời điểm không xác định trong quá khứ. Điều này bao gồm Mockingbird được cho là đã chết, vợ của Clint Barton (Ronin), người mà cô tái hợp. Ngoài ra, tiết lộ rằng Spider-Woman đã được thay thế bởi nữ hoàng Skrull Veranke, trước khi vượt ngục tại The Raft dẫn đến sự hình thành của Avengers mới. Do đó, Jessica Drew chưa bao giờ là thành viên của đội.
Triều đại đen tối
Sau thất bại của Skrull, S.H.I.E.L.D. được tháo dỡ và thay thế bởi H.A.M.M.E.R., một cơ quan tình báo mới. Norman Osborn (người từng là kẻ thù của Người Nhện với tư cách là yêu tinh xanh) được đặt trong quyền kiểm soát của H.A.M.M.E.R. và Thunderbolts, trong khi tập hợp một nhóm những kẻ mạo danh Avenger gồm các giám sát viên. Trong khi đó, đội hình New Avengers được tân trang lại bao gồm Captain America (Bucky Barnes), Luke Cage, Ronin, Mockingbird, Bà Marvel, [20] Spider-Man, Spider-Woman và Wolverine thực sự. Captain America cung cấp cho các "Avengers mới" ngôi nhà của mình như một cơ sở hoạt động. Iron Fist tuyên bố anh ta phải rời nhóm để tham gia kinh doanh cá nhân, nhưng sẽ vẫn tiếp tục cuộc gọi. Nhóm nghiên cứu bầu Ronin làm thủ lĩnh (với bà Marvel là chỉ huy thứ hai) và thuyết phục Người Nhện một lần nữa tiết lộ danh tính bí mật của mình với các thành viên của mình. [21]
Thời đại anh hùng
Với Đạo luật Đăng ký đã bị hủy bỏ sau khi Cuộc bao vây Asgard do Osborn (người bị giam giữ vì hành động của anh ta), Steve Rogers (Captain America gốc, trở về từ cái chết bị cáo buộc của anh ta) đã ghép lại Avengers. Steve thuyết phục Luke Cage miễn cưỡng trở thành một phần của đội hình mới sau khi Tony Stark bán biệt thự Avengers được xây dựng lại cho Cage để lấy một đô la, và Steve đưa cho Cage carte blush để duy trì đội New Avengers, dẫn dắt nó khi anh thấy phù hợp. Được tự do tuyển dụng gần như bất cứ ai anh ta muốn cho đội New Avengers (trừ Iron Man hoặc Thor), Cage chọn Clint Barton (người đã nối lại danh tính Hawkeye), Iron Fist, Jewel (vợ của Jessica, Jessica Jones), cô Marvel, Mockingbird, Spider-Man, the Thing (người đã tăng thành viên đồng thời trong Fantastic Four) và Wolverine. Rogers cũng gửi cho anh ta Victoria Hand với lý do cô có thể cung cấp cho nhóm một cái nhìn sâu sắc độc đáo mà Rogers cảm thấy họ sẽ được hưởng lợi. [6] Mặc dù Hawkeye rời khỏi đội khi khủng hoảng xảy ra với đội Avengers chính (tuyên bố rằng anh ta chỉ tham gia cùng họ để dành thời gian với vợ), [22] nhóm sau đó đã gia nhập một Doctor Strange đã yếu đi sau khi anh ta hỗ trợ họ trong việc giải quyết một cuộc khủng hoảng chiều. Squirrel Girl và Wong được thuê làm người trông trẻ siêu năng lực cho em bé và quản gia biệt thự của Cage và Jewel, mặc dù họ không phục vụ trực tiếp trong đội hình chính của New Avengers. [7] Người nhện dường như muốn rời khỏi đội trước sự kiện Fear Itself do không tin vào Victoria Hand và trách nhiệm mới của mình trong Tổ chức Tương lai, [23] nhưng những cuộc trò chuyện sau đó với Wolverine và Luke Cage vẫn thuyết phục anh ta ở lại một thành viên tích cực. Sau Fear Itself, đội hình của đội thay đổi, ban đầu với việc bổ sung Daredevil vào đội và sau đó với Jessica Jones khiến cả đội lo sợ vì sự an toàn của em bé Danielle. [24
Đăng AvX
Luke Cage rời đội sau sự kiện Avengers vs X-Men để đảm bảo an ninh cho vợ và em bé. [25]
Nhóm New Avengers còn lại cùng với Doctor Strange khi Ghost of Daniel Drum trở lại. Anh ta sở hữu từng Avengers mới và giết chết nhiều phù thủy độc ác khác nhau. Tin chắc rằng Daniel đã khiến anh trai mình (Anh Voodoo) thất bại trong vai trò mới, Doctor Strange đánh bại anh ta bằng cách sử dụng ma thuật bóng tối (nhận ra rằng Drum chỉ giết các chuyên gia ma thuật bóng tối trong khi cố gắng đóng khung Strange). Kết quả là, Doctor Strange sau đó lấy lại vị trí Phù thủy tối cao. [26]
Ngạc nhiên NGAY BÂY GIỜ!
Theo Marvel NGAY BÂY GIỜ! nhãn, tập thứ ba của New Avengers đã được tung ra, được viết bởi Jonathan Hickman. Với Hickman phụ trách toàn bộ dòng Avengers, New Avengers mang một cốt truyện song song với loạt phim chính của Avengers. Thay vì giới thiệu một đội Avengers truyền thống, cuốn sách tập trung vào Illuminati. Black Panther tham gia Black Bolt, Captain America, Doctor Strange, Iron Man, Mister Fantastic và Namor khi phải đối mặt với một mối đe dọa phổ quát. [10] Beast gia nhập đội để thay thế cho Giáo sư X đã chết.
Black Panther phát hiện ra một Trái Đất thứ hai treo lơ lửng trên Wakanda và chứng kiến Thiên nga đen phá hủy Trái Đất thay thế. [27] Black Panther bắt và giam cầm Thiên nga đen và cải tổ Illuminati. Sử dụng thông tin của Thiên nga đen, Reed Richards phát hiện ra mối đe dọa của Inciances, một phản ứng dây chuyền đa năng khiến các vũ trụ va chạm với nhau, với Trái Đất của mọi vũ trụ ở đầu mối, dẫn đến sự hủy diệt của cả hai vũ trụ trừ khi một Trái Đất bị phá hủy, cho phép người kia đi qua. Khi Illuminati xem xét các con đường tối hơn và tối hơn để cứu vũ trụ, đạo đức kiên định của Captain America bị đặt vào tình thế bất hòa với các thành viên khác của Illuminati. Captain America được bình chọn ra khỏi nhóm với một câu thần chú hay quên của Tiến sĩ Strange. [28]
Đối mặt với khả năng phải phá hủy một thế giới, các nhà khoa học của Illuminati đã thiết lập việc chế tạo một số vũ khí, bao gồm một số quả bom phun phản vật chất tương tự như loại được sử dụng bởi Black Swan, một Dyson Sphere được thiết kế để vũ khí hóa mặt trời, [29] một con tàu Builder Worldkiller được giữ trong quỹ đạo của Sao Mộc, [30] và một hành tinh bất hảo giữ hơi lệch pha với Trái Đất. [31] Illuminati sống sót sau một số cuộc xâm nhập bằng cách sử dụng các phương pháp này và các phương pháp khác; tại một địa điểm gần đảo Liberty, Galactus đã ăn Trái Đất thay thế, [32] và họ đã sử dụng một quả bom phản vật chất để tiêu diệt một Trái Đất đã chết trên Latveria. [33] Trong sự kiện Vô cực, các Nhà xây dựng vũ trụ thay thế đã phá hủy một Trái Đất cho Illuminati. [34] Sự kiện kết thúc với sự thất bại của lực lượng của Thanos và bắt giữ Thanos và các tướng của ông là Proxima Midnight và Corvus Glaive, cả ba người đều bị con trai của Thanos là Thane giam cầm trong hổ phách. [35] Họ tham gia Black Swan và Terrax the Enlightened với tư cách là tù nhân của Illuminati.
Các thành viên của Illuminati ngày càng bị cắt đứt khỏi cộng đồng bên ngoài do hành động của họ. Vương quốc của Namor đã bị phá hủy bởi Proxima Midnight trong cuộc xâm lược của Thanos, [36] và Black Panther bị đuổi khỏi Wakanda vì liên minh với Namor, người mà chị gái Shuri của anh ta đang chiến tranh. [37] Black Bolt và anh trai Maximus đã giả mạo cái chết của vị vua vô nhân đạo sau khi phá hủy Terrigen Bomb để cho phép người dân Cuba xây dựng lại tách biệt khỏi mưu mô của Illuminati. [38] Doctor Strange, ngày càng cảm thấy bị cắt đứt khỏi các đồng nghiệp do nhà khoa học thống trị của mình, đã quyết định trao quyền cho mình để có thể giải quyết các cuộc xâm nhập, và vì vậy đã sử dụng Kinh thánh Máu để đi đến Chợ Sinner, nơi anh ta bán linh hồn của mình để đổi lấy sức mạnh thần thánh [39] Khi phát hiện ra sự phân rã đa chiều của chính mình sau khi gặp một phiên bản thay thế của chính mình, Bruce Banner đã đối mặt với Tony Stark về những gì anh ta đang làm, và Stark đưa anh ta trở thành một thành viên của Illuminati.
Đối mặt với một số nhóm đa chủng tộc cũng đang cố gắng sống sót qua cuộc khủng hoảng đột nhập - các phù thủy vô danh của các Linh mục Đen, các robot thích nghi mà các Mapmakers và Vua Ngà bí ẩn - Illuminati đã chế tạo một thiết bị để cho phép họ xem các quá khứ của Trái Đất khác để họ có thể thấy cách thức xâm nhập đã được xử lý. [40] Họ đã tìm hiểu về Mapmakers và Black Priest, nhưng cũng phát hiện ra rằng Black Swan đã hợp tác với các nhóm Illuminati thay thế trong quá khứ, và thậm chí đã giết các phiên bản thay thế của Iron Man và Reed Richards khi chúng không còn hữu dụng. Ngay trước khi nhóm có thể đối đầu với Black Swan về sự lừa dối của cô, một vụ đột nhập khác đã xảy ra, lần này, Illuminati chống lại Hội vĩ đại, một nhóm anh hùng, giống như Illuminati, từ đó đã chiến đấu chống lại các cuộc xâm lược để cứu thế giới của nó. [41]
Sau một dấu chấm lửng kéo dài tám tháng trong cốt truyện Time Runs Out, một nhóm mới tự gọi mình là Avengers mới xuất hiện. Đội này bao gồm các thành viên cũ của Avengers đã tách ra khỏi đội chính sau khi Captain America hợp tác với S.H.I.E.L.D. để săn lùng Illuminati. [42]
Marvel hoàn toàn mới, hoàn toàn khác
Là một phần của sự kiện Marvel hoàn toàn mới, hoàn toàn khác biệt, chi nhánh Avengers của Sunspot trở thành hóa thân mới nhất của Avengers mới. Đối thủ đầu tiên của họ cuối cùng là tổ chức khủng bố W.H.I.S.P.E.R. (viết tắt của Trụ sở Thế giới về Nghiên cứu và Thử nghiệm Khoa học / Triết học Quốc tế) được thành lập bởi Nhà sản xuất đối tác Earth-1610 của Mister Fantastic và bao gồm các thành viên cũ của A.I.M. đã bị Sunspot đuổi đi. [43] Nhóm Avengers mới đã chiến đấu với W.H.I.S.P.E.R. để tiêu diệt thí nghiệm Life-Minus của họ liên quan đến việc bắt linh hồn người chết trong các tinh thể đặc biệt như là một phần của kế hoạch tạo ra một dạng sống mới. Các tinh thể sau đó đã bị phá hủy bởi tiếng hét âm thanh của Songbird. [44] Thí nghiệm Life-Minus cũng gợi lên Moridun, một thực thể đen tối từ Vũ trụ thứ năm (Vũ trụ Marvel gần đây đã được tái sinh trong lần lặp thứ tám của nó trong các sự kiện của Cuộc chiến bí mật).
Nhóm Avengers mới chạm trán Moridun khi anh ta chiếm lấy cơ thể của M'Ryn the Magus - thủ lĩnh của Hiệp sĩ Vô hạn, một mệnh lệnh ma thuật của những con lai Kree-Skrull, người đã tiết lộ Hulkling là vị vua tương lai được tiên tri của họ. Khi Moridun tấn công họ và cố gắng nuốt chửng linh hồn của họ, lặp lại cụm từ "Cuộc sống là nỗi kinh hoàng", Avengers mới rõ ràng đã đánh bại anh ta - nhưng Moridun đã gieo một hạt giống ý thức của anh ta vào tâm trí của Billy Kaplan và bắt đầu lây nhiễm từ từ anh ta. Billy đã đổi tên mã của mình từ Wiccan thành Demiurge, và bắt đầu hành động ngày càng vô đạo đức. Họ đã được cảnh báo về sự sống sót của Moridun khi Avengers năm 20XX trở lại thời hiện tại thông qua cỗ máy thời gian mới của A.I.M., cảnh báo rằng Moridun sẽ tiêu diệt hoàn toàn linh hồn của Demiurge và sử dụng sức mạnh gần như thần của mình để hủy diệt thế giới. Phát hiện Billy đã bị nhiễm bệnh, Avengers tương lai đã cố giết anh ta; thay vào đó, với sự giúp đỡ của Hulkling, Billy đã có thể nhận ra sự hiện diện của Moridun trong tâm trí của anh ta và đánh bại anh ta thành công trên máy bay tinh thần, trục xuất Moridun khỏi cơ thể và tâm trí anh ta.
Nhà sản xuất đã thiết kế việc vượt ngục của Angela Del Toro, cựu Bạch Hổ và tặng cô Tiger Amulet từ Vũ trụ tối thượng. Cô đã chiến đấu với Ava Ayala ở Rome, khiến các vị thần từ hai bùa hộ mệnh hợp nhất thành một, khiến Del Toro có sức mạnh của Bạch Hổ và Ava bất lực.
Trong Avengers: Bế tắc! chéo, A.I.M. nhận được một cuộc gọi đau khổ từ Rick Jones khi anh được đưa vào S.H.I.E.L.D. sự coi giư. Hawkeye quyết định chia tay với S.H.I.E.L.D. cho tốt và hỗ trợ một nhiệm vụ giải cứu. Hulkling, Wiccan và Squirrel Girl, ba người bất đồng chính kiến duy nhất, đã bị trục xuất khỏi A.I.M. và dịch chuyển đến sa mạc - Sunspot cũng đã đặt tên cho "Avengers mới" trên chúng. A.I.M. còn lại nhóm hiện trường đã giải cứu thành công Rick từ Agents of S.H.I.E.L.D. battlecarrier. Đáp lại, quân đội Hoa Kỳ đã phát động một cuộc tấn công vào Đảo Avengers với Kaiju của Mỹ (một thủy quân lục chiến được biến thành một con quái vật thằn lằn khổng lồ) - như A.I.M. Di tản khỏi hòn đảo, họ chiến đấu với quái vật với robot khổng lồ Avenger Five điều khiển tinh thần. Trong khi đó, S.H.I.E.L.D. cũng đã phát động một cuộc phản công do John Garrett dẫn đầu, buộc Songbird tiết lộ rằng cô là một S.H.I.E.L.D sâu sắc. nốt ruồi. Kaiju người Mỹ đã bị đánh bại bằng cách buộc nó trở lại hình dạng con người. Rick Jones bị lạnh chân về việc ném đá với A.I.M. và bỏ trốn, và kết quả là S.H.I.E.L.D. giam giữ thành công Hawkeye. Phần còn lại của A.I.M. sơ tán thành công đến Avenger Two, một căn cứ thứ cấp ở Savage Land do người bạn cũ Cannonball của Sunspot điều hành.
Hawkeye bị sa thải khỏi S.H.I.E.L.D. cho sự phản bội của mình. Anh, Wiccan, Hulkling và Squirrel Girl đã quyết định tái lập Avengers mới với Wiccan với tư cách là đội trưởng mới sau khi cùng nhau chiến đấu với Plunderer. Trong khi đó, Songbird công khai trở thành S.H.I.E.L.D. đặc vụ, nhưng trên thực tế vẫn trung thành với Sunspot. [45]